# José Antônio Moreira
Pour les articles homonymes, voir Moreira.
José Antônio Moreira, comte d'Ipanema (pt), est un industriel minier et homme d'affaires brésilien de la métallurgie, né le 23 octobre 1797 à São Paulo et mort à Rio de Janeiro le 28 juin 1879.

## Biographie
Il fonde la Real Fábrica de Ferro São João do Ipanema (pt), à Sorocaba, la première au Brésil.
Il est créé, par l'empereur du Brésil Pierre II, baron (pt) par décret du 24 mars 1847, la grandeur de baron par décret du 25 septembre 1849, vicomte avec grandeur par décret du 2 décembre 1854 et comte par décret du 20 février 1868.
Il est fait commandeur de l'ordre impérial du Christ et dignitaire de l'ordre impérial de la Rose.